# Syrmaticus reevesii
El faisán venerado (Syrmaticus reevesii)  es una especie de faisán (ave de la familia Phasianidae) del género Syrmaticus. Se le conoce en inglés como faisán de Reeve, en honor al naturalista británico John Reeves, quien introdujo la especie en Europa en 1831. Es la especie de Syrmaticus más común en cautiverio.

## Descripción

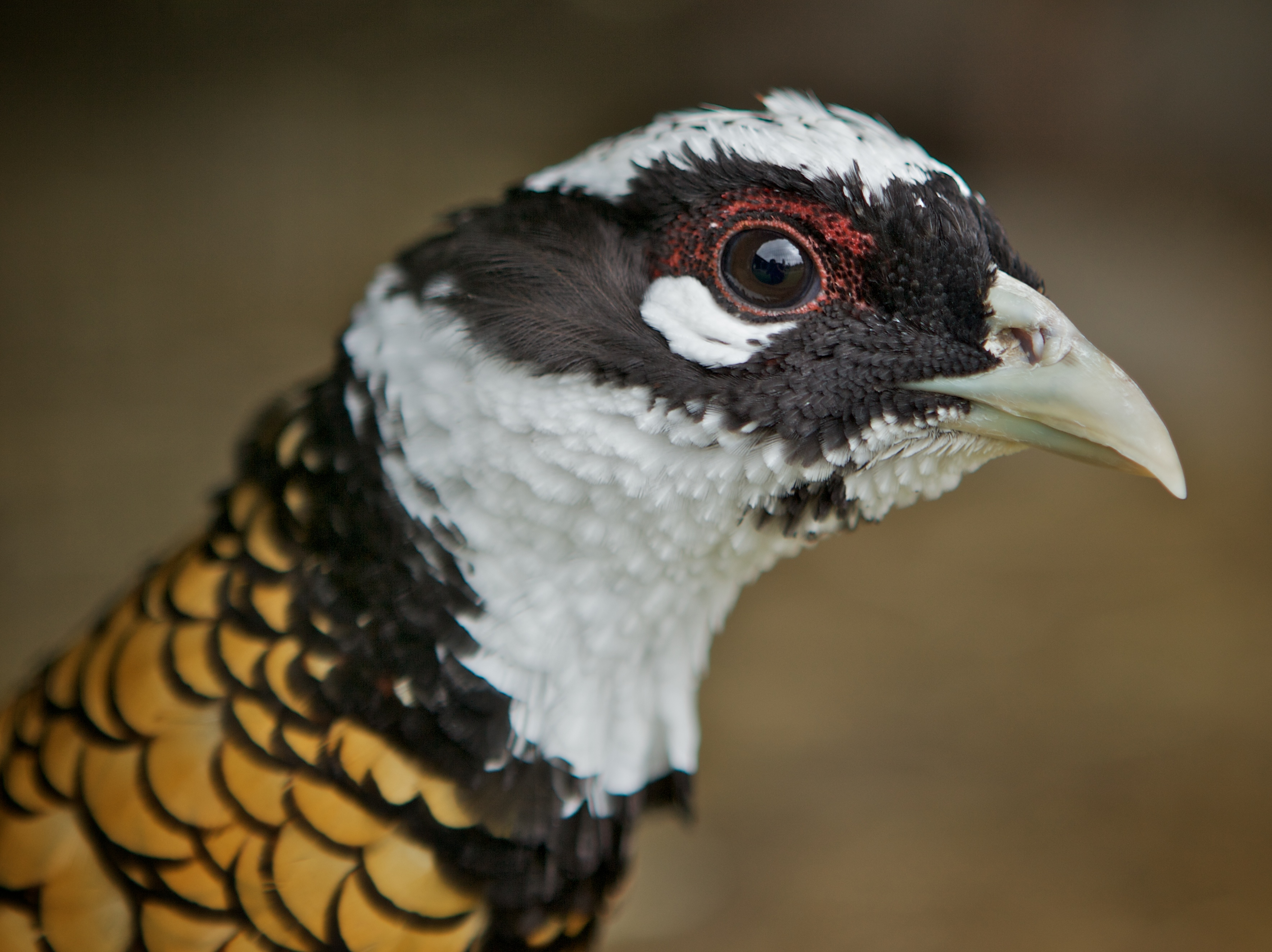
Detalle de la cabeza de un faisán venerado.

El macho tiene un colorido brillante y llamativo, atributo importante durante el cortejo. La cara es de color blanco desde el pico hasta la redondeta de la gargantilla. Presenta una banda negra a modo de máscara que rodea la cabeza desde la parte trasera hasta los ojos, característica por la cual es también denominado faisán zorro. El pecho tiene plumas características de color café en los bordes, blancas en el resto con un punto o raya gruesa en el medio. El tarso es completamente negro, mientras que en el inicio de la cola tiene plumas doradas con los mismos puntos o rayas negras en el centro. Las alas son en su parte superior completamente blancas y rodeadas por una línea negra, mientras que las plumas remeras son totalmente rayadas de negro y dorado amarillo.
Más abajo de la cara sostiene un collarín muy delgado de color negro. Desde ahí hasta la raíz de la cola, las plumas son doradas amarillas y rodeadas por rayas negras. La cola es blanca de bordes dorados brillantes, y el área blanca, desde la raíz hasta la culminación de toda la cola, tiene una gran cantidad de V inversa.
La hembra, tiene la cara de color marrón claro, desde el pico hasta la gargantilla, mas las orejeras y la copetilla (parte de arriba de la cabeza) que son marrones oscuro. El pecho tiene plumas marrón claro, redondeadas por marrón oscuro-dorado con una V inversa en el centro de cada pluma. El tarso es marrón claro. La espalda y las alas de marrón oscuro con líneas amarillo oscuro en el centro. La cola rayada, de negro y dorado. Las patas son grises al igual que las del macho.
La cola puede llegar a medir 130 cm en los machos. En las hembras, de 30 a 50 cm en ejemplares de más de 3 años de edad.
Es un ave delicada, pero muy activa y de complexión robusta. Un adulto pesa aproximadamente 1 kg.

## Comportamiento
Es un ave habitualmente muy nerviosa, lo que muchas veces ocasiona muertes en cautiverio, al asustarse, vuelan y pueden terminar colisionando con un vidrio, o una pared...
Su adaptación al cautiverio es complicada, muriendo los ejemplares con facilidad en estas condiciones.

## Reproducción

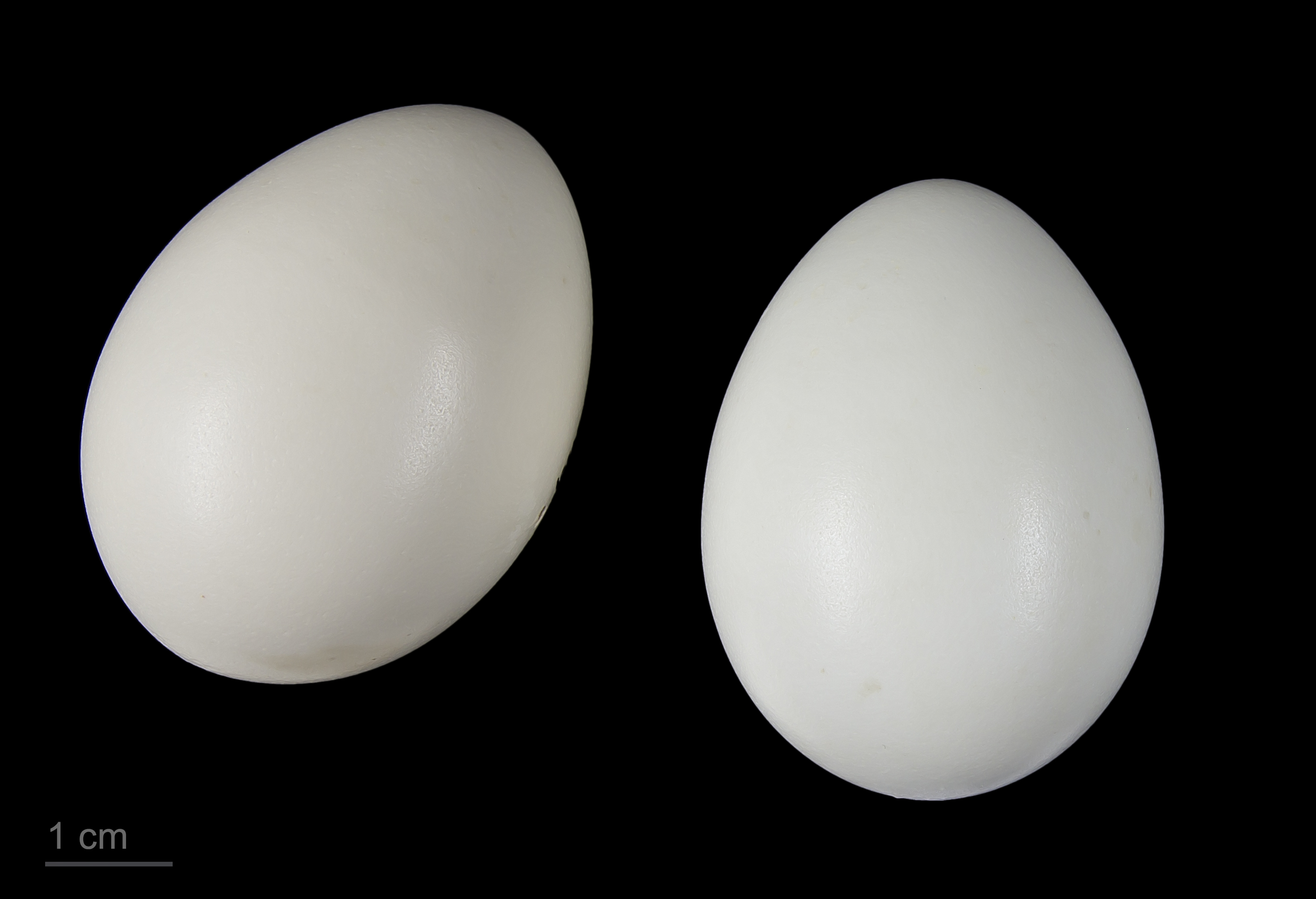
Syrmaticus reevesii - MHNT

El faisán venerado es monógamo, sin embargo el macho tiene la capacidad de fecundar a 5 hembras en un solo día. La parada nupcial del macho, es similar a la del faisán plateado: Comienza a hinchar sus plumas, sacudiento sus alas a gran rapidez y enderezando su cuerpo, mandiene la cola siembre levantada e intenta brincar rondando a su pareja, la copula, es de tal vez 6 a 10 segundos. La hembra se interna en el bosque o en los campos de semillas, forma una depresión en el suelo, la cual cubre con hojas y ramas, y en ella deposita de 12-14 huevos de color blanco, que incuba durante 24 a 25 días.

## Distribución

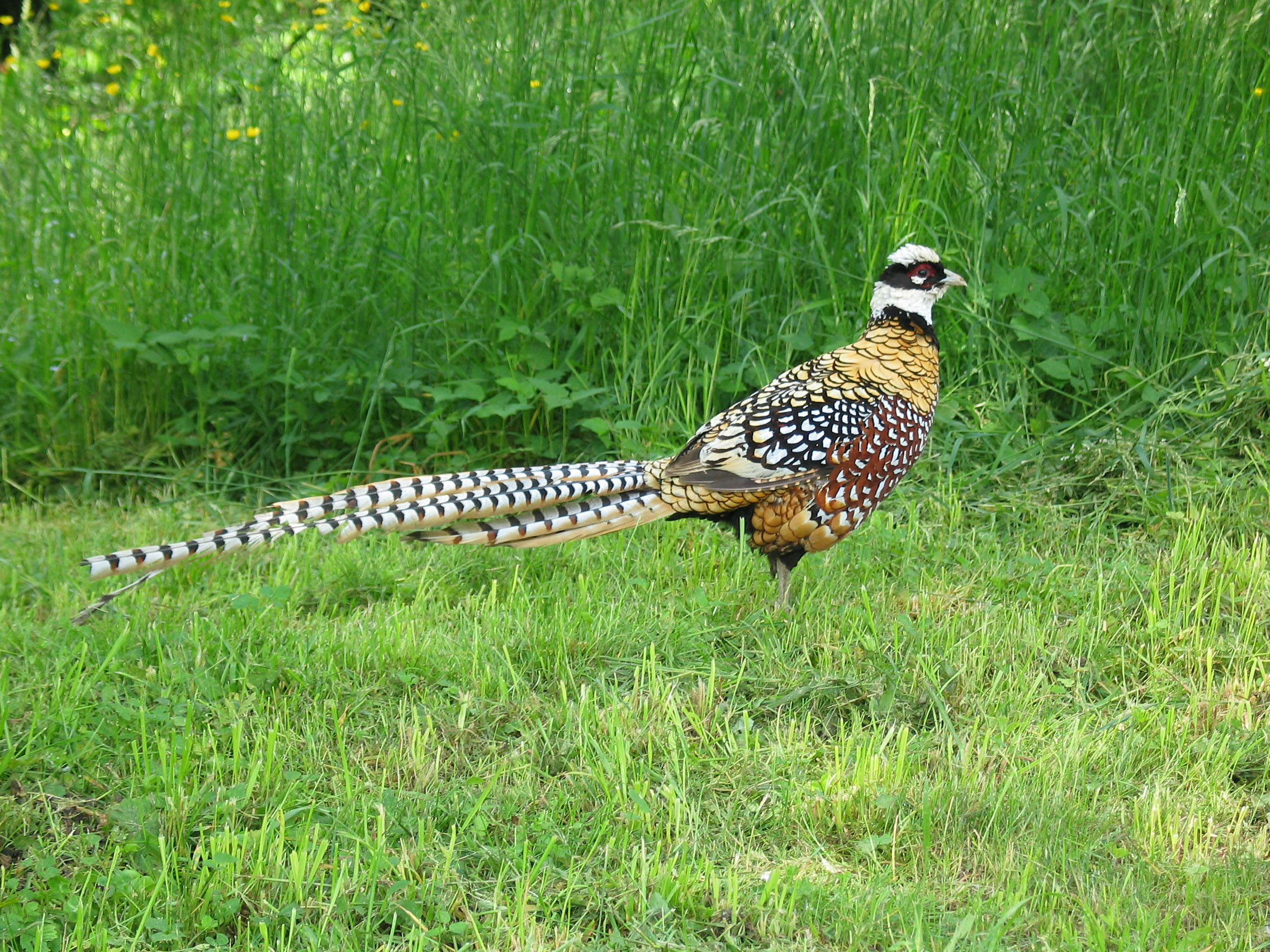
Un macho en su hábitat natural.

Son originarios de China y Mongolia, aunque también se encuentran actualmente en Tailandia.

## Conservación

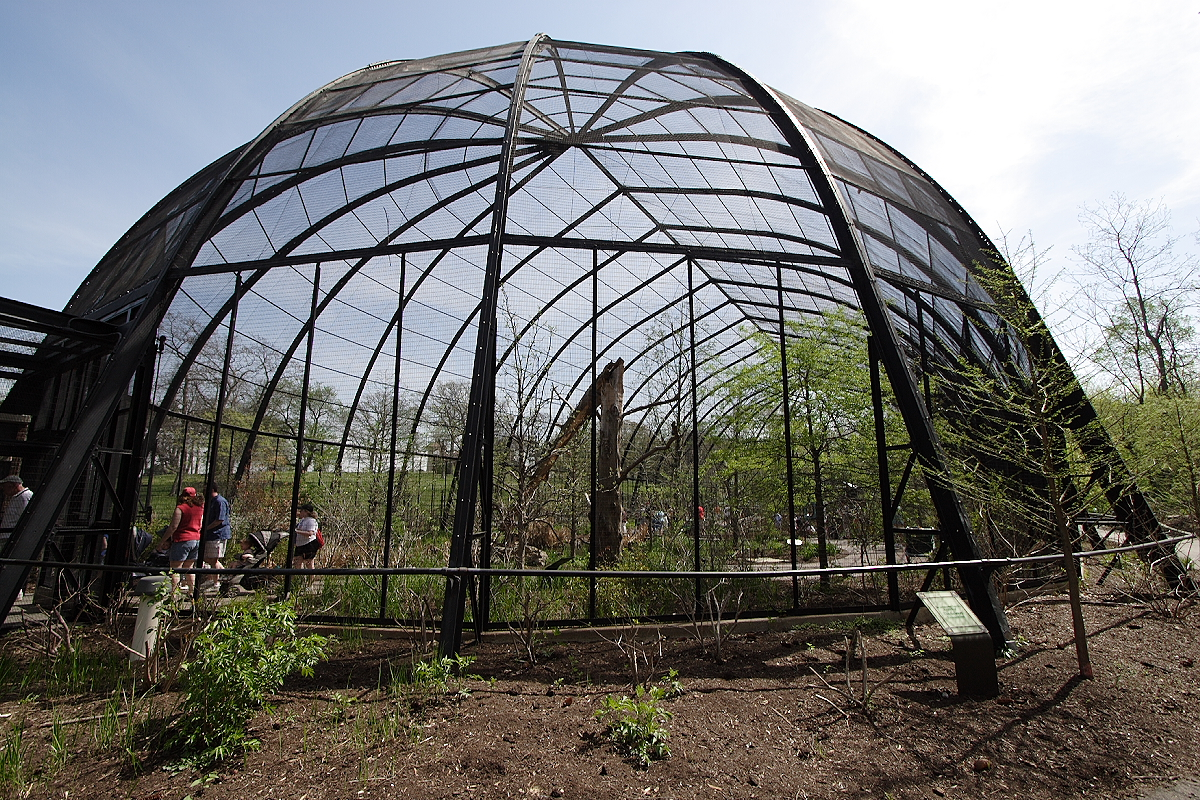
Aviario para faisanes en el Zoo de Saint Louis (Misuri).

Esta especie está desapareciendo con gran rapidez, debido a la destrucción de su hábitat. Habitualmente los criadores asiáticos liberan al medio ejemplares reproducidos en cautividad para contrarrestar esta tendencia.
La cría en cautividad de esta especie requiere una instalación de gran tamaño donde el animal pueda volar. Ésta debe provista de plantas o árboles donde los ejemplares, temerosos, puedan refugiarse. Este sentimiento de seguridad es importante para conseguir una reproducción temprana.